# ENTER THE MATRIX
『ENTER THE MATRIX』（エンター ザ マトリックス）は、2003年に発売されたアクションゲーム。

## 概要
マトリックスシリーズの生みの親であるウォシャウスキー兄弟によって、映画「マトリックス リローデッド」「マトリックス レボリューションズ」と並行して制作された。ストーリーもその二作と密接に関係した内容となっており、キャラクターや背景などに映画本編と同じ俳優・デザインを使っている。

## 登場キャラクター
- スパークス
- ナイオビ
- ゴースト

## その他
2010年には、同作を題材にしたパチンコCR ENTER THE MATRIXが登場した。